# Égly
Égly ist eine französische Gemeinde mit 7078 Einwohnern (Stand: 1. Januar 2022) im Département Essonne der Region Île-de-France. Sie liegt im Arrondissement Palaiseau und gehört zum Kanton Arpajon.
Die Einwohner werden Aglatiens genannt.

## Geographie
Égly liegt 32 Kilometer südwestlich von Paris an der Vidange, einem Nebenfluss der Orge.
Durch die Gemeinde führt die Route nationale 20. Der Bahnhof wird von der Linie RER C bedient.

### Nachbargemeinden
Umgeben ist die Gemeinde von Ollainville im Norden, Arpajon im Osten und Nordosten, Avrainville im Südosten, Boissy-sous-Saint-Yon im Süden, Saint-Yon im Südwesten, Breuillet im Westen sowie Bruyères-le-Châtel im Nordwesten.

## Bevölkerungsentwicklung
| Jahr      | 1962 | 1968 | 1975 | 1982 | 1990 | 1999 | 2006 | 2011 |
| Einwohner | 692  | 1301 | 4420 | 4759 | 4774 | 5321 | 5212 | 5314 |

## Wappen
| Wappen von Égly | Blasonierung: „Der Wolf spielt auf den Spitznamen der Einwohner an. Die drei Lilien sind das Wappen der Île-de-France.“ |
| Wappen von Égly | |

## Sehenswürdigkeiten

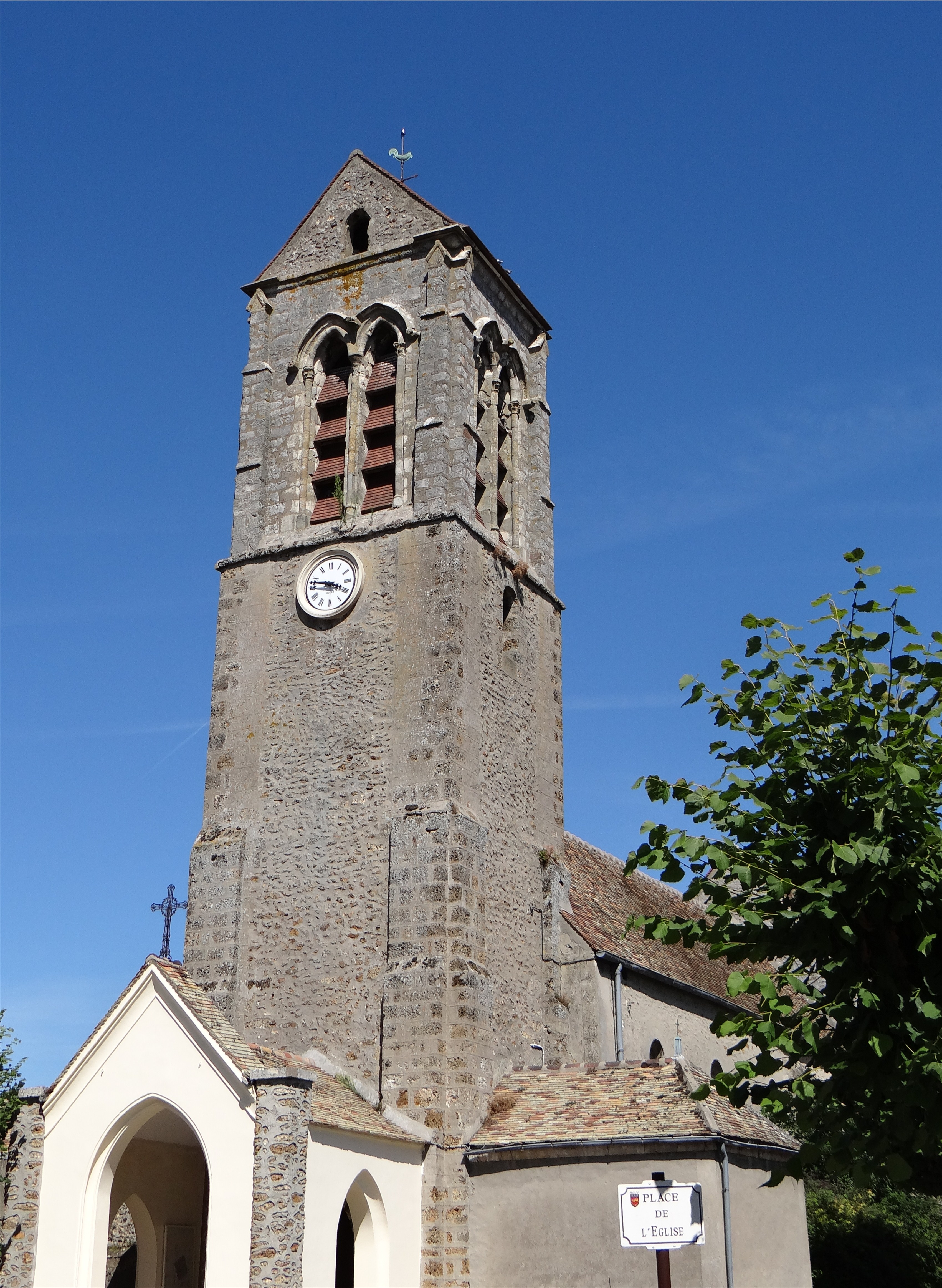
Kirche Saint-Pierre-et-Saint-Paul

- Kirche Saint-Pierre-et-Saint-Paul aus dem 13. Jahrhundert, seit 1929 Monument historique
- Hôtel de Ville, erbaut im 19. Jahrhundert